# Amphidiscophora
Амфідискофори (лат. Amphidiscophora) — підклас морських тварин класу шестипроменеві губки (Hexactinellida).

## Загальна інформація
Для представників цього ряду характерні морські води. Для них характерниі кріплення пучок голок і не hexasters.

## Класифікація
За даними класифікації WoRMS підклас налічує тільки один ряд Амфідискосиди. Але деякі класифікації враховують і ряд Амфідискоси:
- Ряд Amphidiscosida Schrammen, 1924
- Ряд Amphidiscosa